# Église Saint-Sulpice de Rumigny
Pour les articles homonymes, voir Église Saint-Sulpice.
L'église Saint-Sulpice est une église du XVIe siècle située à Rumigny, en France.

## Description
L'église date du XVIe siècle et pour certains éléments du XVIIe siècle. Son plan est très simple. Elle est composée d'une nef unique de quatre travées, qui s'ouvre par un porche. Les deux bras du transept sont dotés d'une voûte à liernes et tiercerons, s'appuyant sur des consoles d'angles. Le chœur à cinq pans occupe une travée.

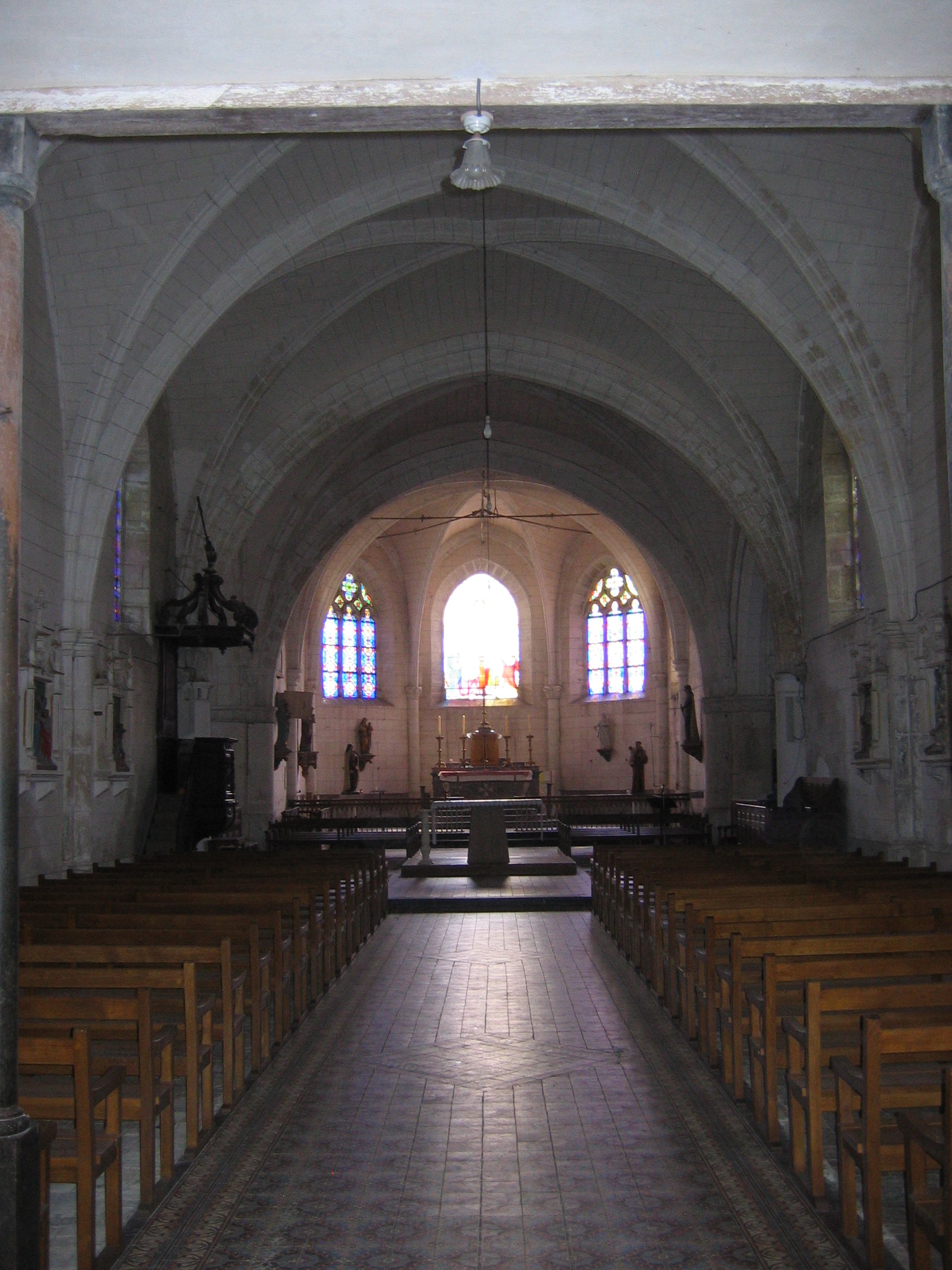
Nef et chœur
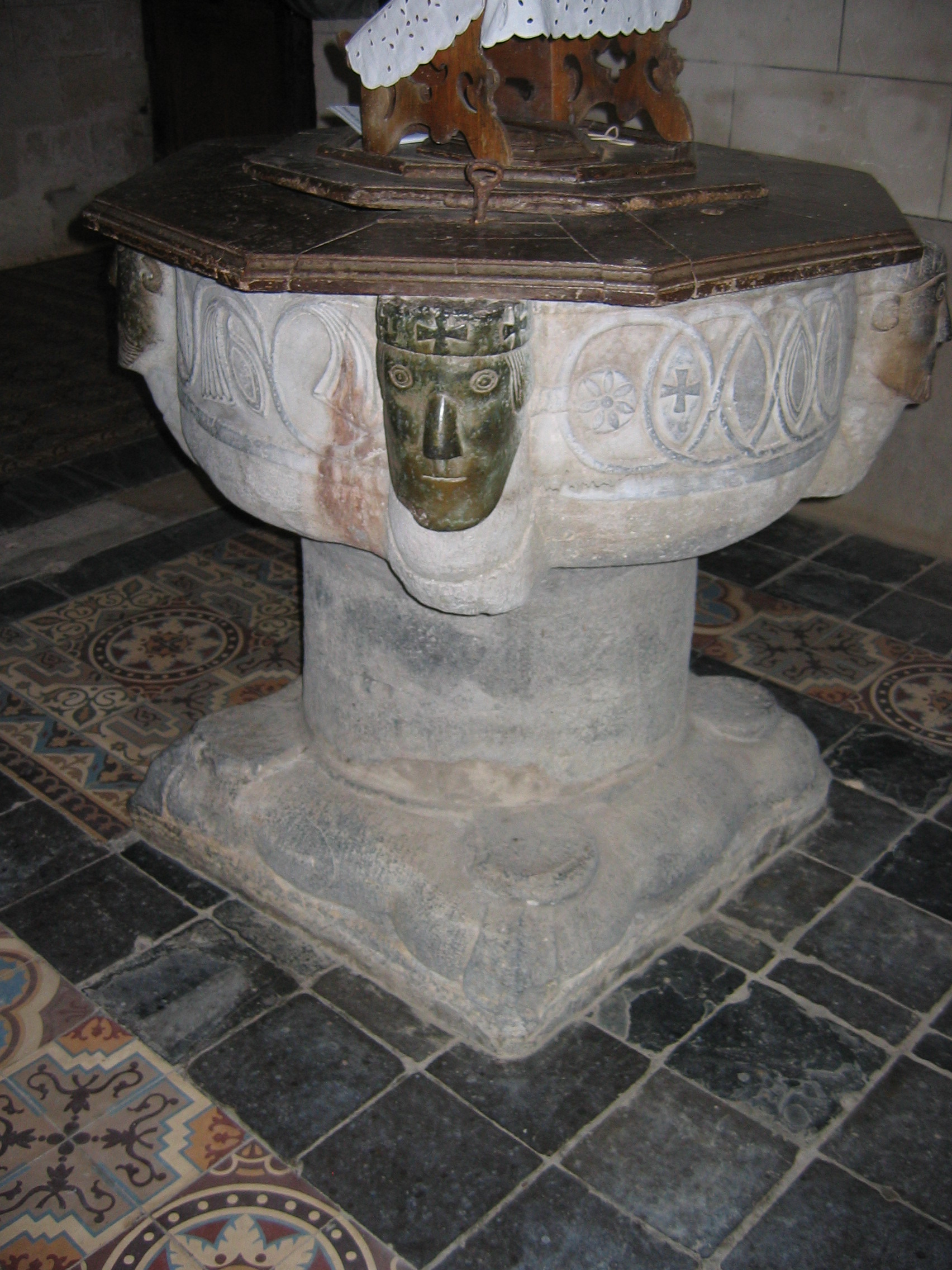
Fonts baptismaux
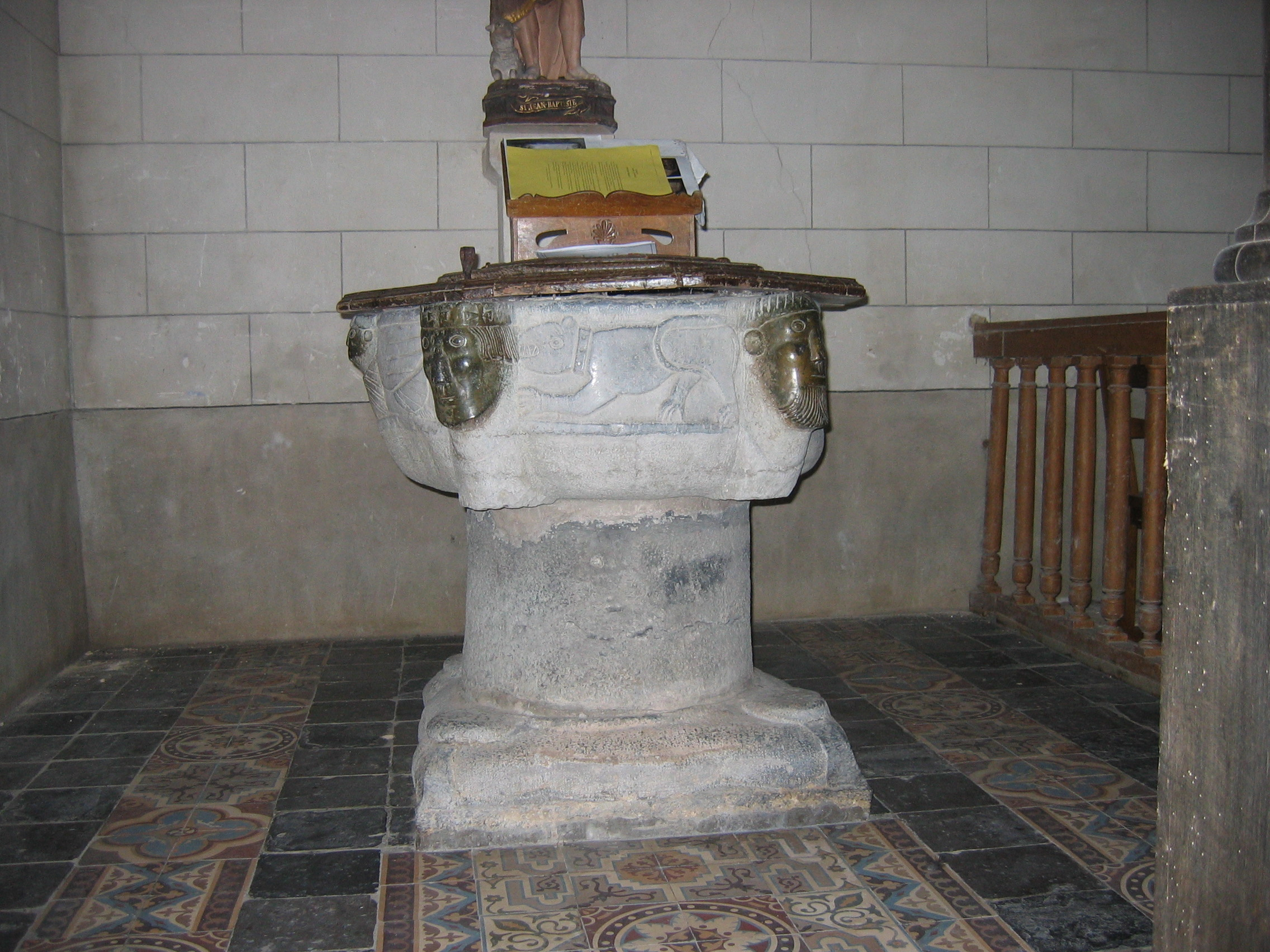
Fonts baptismaux
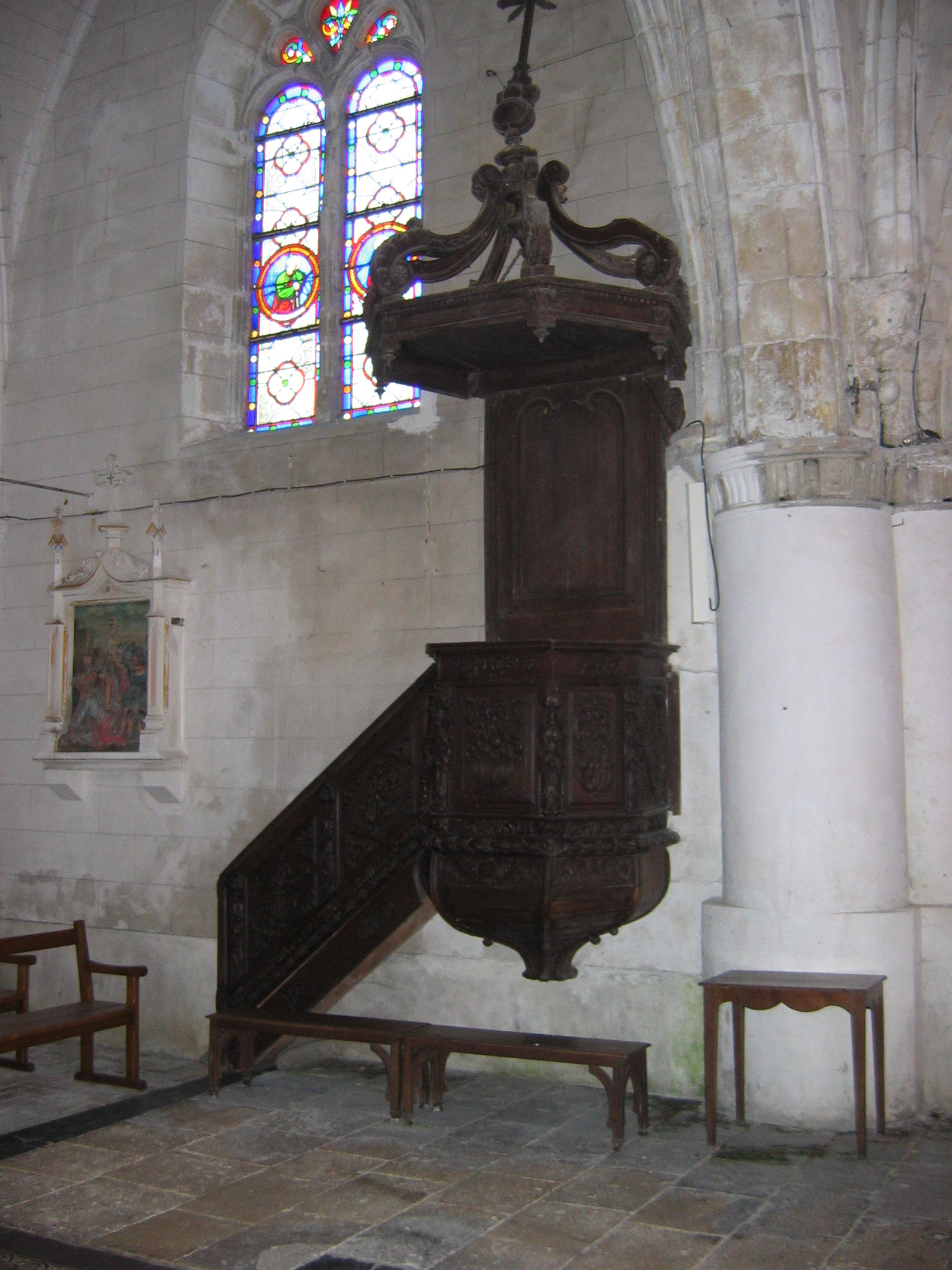
Chaire
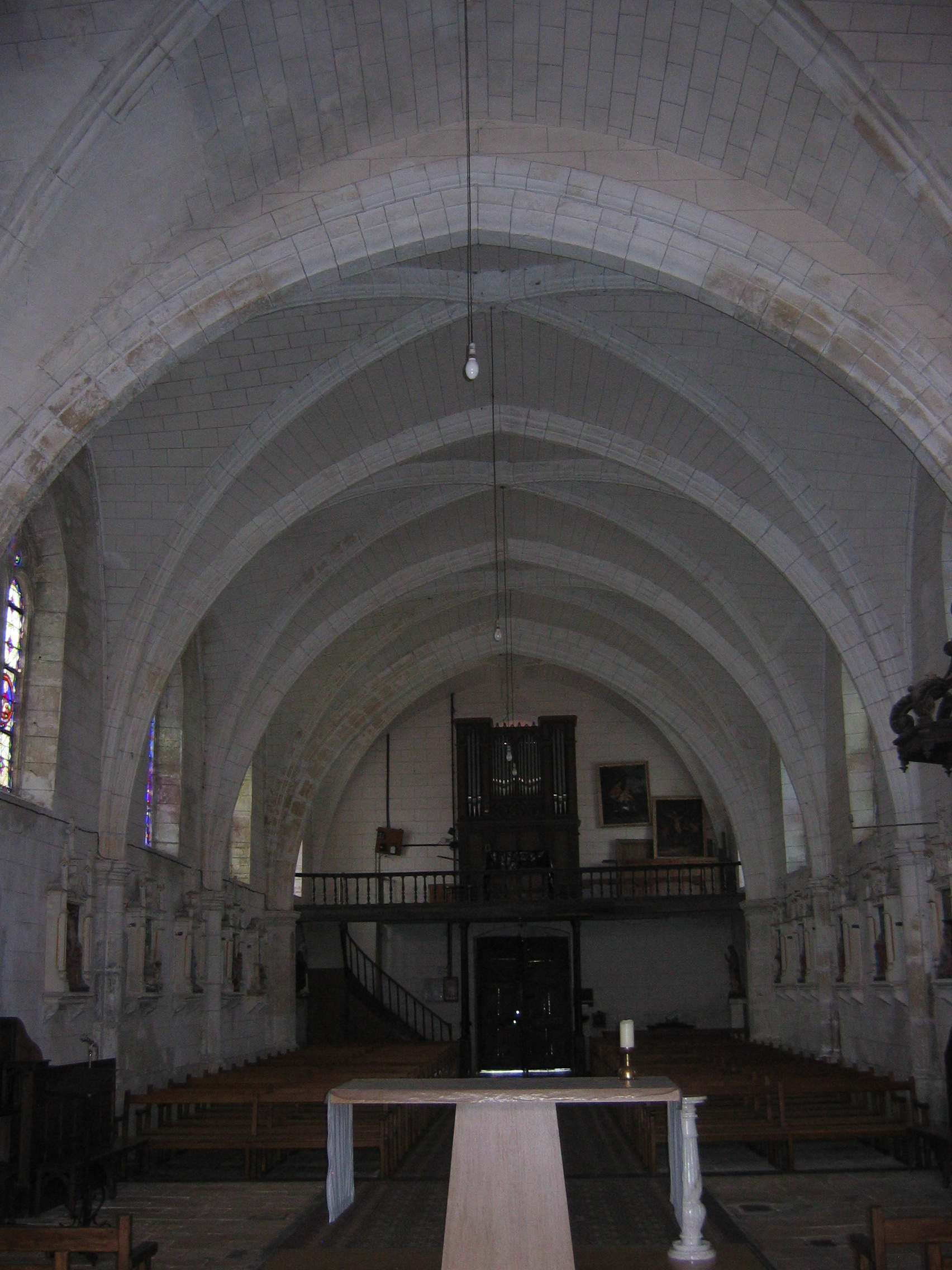
Nef

La cuve baptismale, qui vient peut être d'un édifice antérieur de construction plus ancienne, est de style roman, ornée de têtes humaines, de tigres et de palmes. C'est une des cuves baptismales les plus intéressantes des Ardennes, avec celles de la collégiale Saint-Vivent de Braux, l'église de Vaux-lès-Rubigny, l'église Saint-Léger de Monthermé, l'église Notre-Dame de Nouvion-sur-Meuse, l'église de Raucourt, l'église Saint-Loup de Saint-Loup-Terrier et l'église Saint-Loup de Thugny-Trugny.

## Localisation
La commune de Rumigny, dans le département français des Ardennes, est dans la vallée de l'Aube. L'église est légèrement à l'écart de la route principale (qui suit le cours de l'Aube) sur un chemin montant vers la colline dominant le village. Un chemin de terre conduit de l'église au château de la Cour des Prés.

## Historique
La seigneurie de Rumigny est devenue au XVIe siècle une possession de la maison de Guise. L'église date de cette époque.
L'édifice est inscrit au titre des monuments historiques en 1926.